# Ben Pilley
Benjamin "Ben" Pilley (ur. 14 czerwca 1976) – nowozelandzki judoka.
Uczestnik mistrzostw świata w 1997 i 2003. Startował w Pucharze Świata w latach: 1998-2000. Dwukrotny medalista mistrzostw Wspólnoty Narodów. Zdobył cztery medale mistrzostw Oceanii w latach 1996 - 2004. Mistrz kraju w 1985, 1996, 1997, 2001, 2002, 2003 roku.